# Gastrolobium appressum
Gastrolobium appressum är en ärtväxtart som beskrevs av Charles Austin Gardner. Gastrolobium appressum ingår i släktet Gastrolobium och familjen ärtväxter. Inga underarter finns listade i Catalogue of Life.